# Mirza Ghulam Ahmad

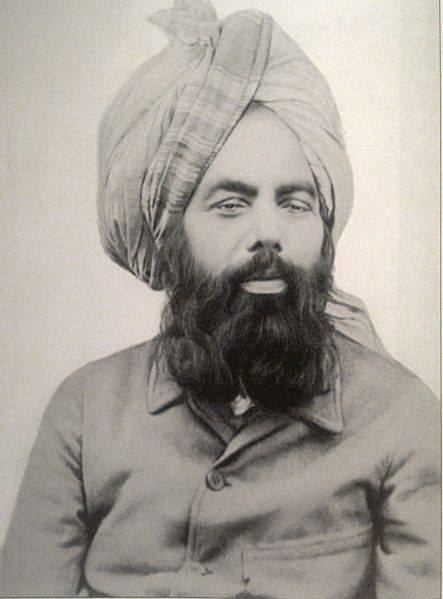
Mirza Ghulam Ahmad van Qadian

Mirza Ghulam Ahmad (Qadian (Punjab, vroegere Sikhrijk, hedendaags India), 13 februari 1835 - Lahore, 26 mei 1908) was de stichter van de islamitische Ahmadiyya-beweging.
De Ahmadiyya Moslim Gemeenschap (Qadian) erkent Mirza Ghulam Ahmad als de beloofde Messias en Mahdi, de Lahore Ahmadiyya Beweging (Lahore) gelooft dat hij slechts een hervormer was.

## Levensloop

### Jeugd
Ahmad werd geboren als zoon van een welgestelde edelman. Hij bracht veel tijd door in de moskee en met de studie van de Koran. Daarmee kwam hij niet tegemoet aan zijn vaders wens om advocaat of ambtenaar te worden. In de loop van zijn religieuze studies trad hij vaak in debat met moslims, hindoes en christenen.

### Zijn verkondiging
Toen Ahmad veertig was, stierf zijn vader. Rond die tijd meende hij dat Allah met hem begon te communiceren. Zijn werken concentreerden zich vooral op het weerleggen van anti-islamitische theorieën van christelijke missionarissen en hindoe-stromingen zoals de Arya Samaj.

### Na zijn verkondiging
Na een tijd beweerde hij dat hij de hervormer (Mujaddid) van de 14de islamitische eeuw was. Hij publiceerde een van zijn belangrijkste boeken: Barahin-e-Ahmadiyya, dat bestaat uit vijf delen. Het boek is controversieel omdat het enkele traditionele leerstellingen van de islam onderuithaalt. Zoals het geloof dat Jezus niet opgestegen was naar de hemel. Hij begon tegenstand te ondervinden van islamitische geestelijken.

### Stichting van de Ahmadiyya Moslim Gemeenschap

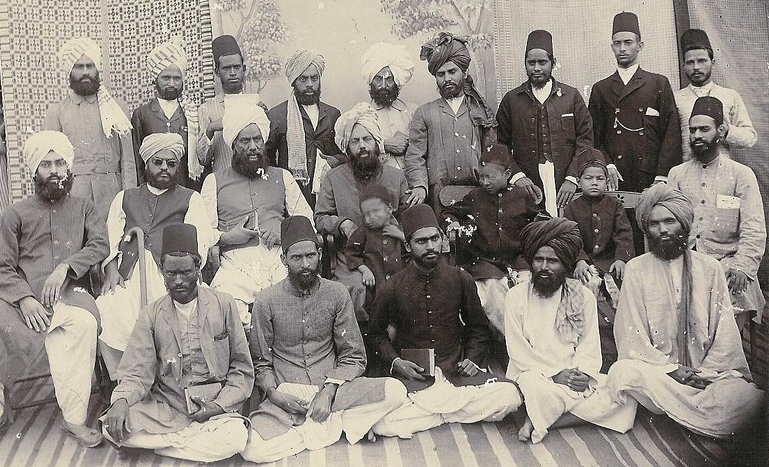
Hazrat Mirza Ghulam Ahmad met enkele van zijn vroege volgelingen (ca. 1899)

In 1889 stichtte Ahmad de Ahmadiyya Moslim Gemeenschap. Het doel van de gemeenschap is om de islam te praktiseren in zijn oorspronkelijke vorm, zoals Ahmad het interpreteerde.
De belangrijkste verschillen met de andere moslims zijn:
- De Koran kent geen Naskh
- Jezus werd gekruisigd, herstelde van een coma en reisde daarna naar Kasjmir op zoek naar de verloren stammen van Israël;[1] zie onder deel 5.
- Jihad met het zwaard mag alleen gebruikt worden bij zware religieuze vervolgingen, niet als excuus voor politici om invasies goed te praten
- De Mahdi en Messias zijn één persoon, Ahmad zelf was degene die zou komen om het volk te redden en op het rechte pad te leiden.

De rest van zijn leven wijdde hij aan de uitbreiding van zijn gemeenschap en de verdediging tegen beschuldigingen van ketterij. Mirza Ghulam Ahmad stierf op 73-jarige leeftijd toen hij in bed lag en zijn laatste woorden uitte, tijdstip 10:30 uur: 'O God, O mijn geliefde God'.

### Uitsluiting door de meeste moslims
Ahmad wordt door veel moslims als afvallige beschouwd. De beweging rond Mirza Ghulam Ahmad is tijdens een conferentie in Islamabad als on-islamitisch bestempeld in het geheim. Een tijd later werd in Pakistan een wet doorgevoerd door Zulfikar Ali Bhutto, de toenmalige premier, waardoor Ahmadi's onislamitisch werden verklaard. Ook werd hen verboden zich op enige wijze als moslim te gedragen. Er staan celstraffen op het overtreden van deze regel.

## Werken
- Barahin-e-Ahmadiyya
- De filosofie van de islamitische leer
- The Will